# Волынцевский
Волынцевский — поселок в городском округе город Тула Тульской области в составе Пролетарского территориального округа.

## География
Находится в центральной части Тульской области на расстоянии приблизительно 22 км на восток-северо-восток по прямой от Московского вокзала города Тула.

## История
Отмечен как поселок уже только на карте 1989 года. До 2014 года поселок входил в Медвенское сельское поселение Ленинского района до их упразднения.

## Население
Постоянное население составляло 46 человек (русские 100 %) в 2002 году, 33 в 2010.